# Ramno
Ramno es un pueblo ubicado en el municipio de Staro Nagoričane, en la región Noreste, Macedonia del Norte.

## Superficie
Posee una superficie de 17,11 kilómetros cuadrados.

## Demografía
Hasta 2021 la población era de 6 habitantes, con una densidad de población de 0,3508 habitantes por kilómetro cuadrado.